# 李樺永
李樺永（리화영，1930年12月30日—1983年10月9日），北韓政治家，曾任職朝鮮勞動黨中央委員會副部長、最高人民會議代議員及朝鮮人民軍總政治局委員。

## 生平
李樺永出生於平安南道，後在人民軍軍校和中央黨校畢業。1945年，在平安南道服役。1950年，成為第三軍團部長。兩年後，轉至平安南道安居郡委員會工作。1959年，晉升為當地委員會的委員長。1961年，獲委任為朝鲜民主青年同盟的副委員長。1963年，出任黃海南道黨委員會的副委員長。1970年，入選為人民軍總政治局委員。隨後，他又在最高人民會議選舉中當選為代議員。
1975年，李樺永入選黨中央委員會的候補委員名單。兩年後，被起用為黨中央委員會的初級書記。1980年，晉升為委員。1982年，再升至副部長。1983年10月9日，李樺永離世，死因不明，後葬在愛國烈士陵。另外，他死前曾獲金日成勛章，具體時間不明。

## 資料來源
1. 1 2 3 4 5 6  .   [2014-03-05]. （原始内容存档于2015-09-23）.